# Septembre 1788

## Événements
- 7 septembre : Nguyễn Phúc Ánh s'empare de Saïgon[1].

- 17 septembre : supposée bataille de Karánsebes dans le Banat, où l'armée autrichienne, désorganisée, se combat elle-même[2].

- 19 septembre : prise de Choczim par les troupes autrichiennes du prince de Cobourg ; en l'apprenant, les Ottomans abandonnent leur position de Karánsebes et se retirent du Banat fin octobre[3].

- 21 septembre : le Parlement de Paris réclame les procédures de 1614 aux États généraux.

- 23 septembre : début de la guerre du théâtre, le Danemark envahit la Suède[4].

## Naissances
- 2 septembre : « Leoncillo » (Juan León y López), matador espagnol († 5 octobre 1854).
- 3 septembre : Gustaf Erik Pasch (mort en 1862), professeur suédois.
- 10 septembre : Jacques Boucher de Perthes (mort en 1868), préhistorien français.
- 14 septembre : Jean Plumancy (mort en 1860), chef de bataillon et sous-intendant français.
- 21 septembre : Wilhelmine Sostmann, écrivaine et actrice allemande († 30 novembre 1864).
- 22 septembre : James Burton (mort en 1862), égyptologue britannique.
- 25 septembre : Björn Gunnlaugsson (mort en 1876), mathématicien et cartographe islandais.